# Club Oriental de Football
Il Club Oriental de Football, meglio noto semplicemente come Oriental, è una società calcistica di La Paz, nel dipartimento di Canelones in Uruguay.

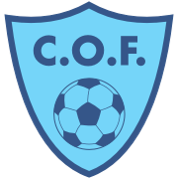
Logo vecchio del Club Oriental de Football

## Storia
Fondato il 24 giugno 1924, è uno dei più blasonati club dell'Interior (la zona dell'Uruguay al di fuori del dipartimento di Montevideo), essendosi aggiudicato due edizioni della Liga Departemental de Canelones nel 1925 e nel 1929.
Pur provenendo dall'Interior, con gli anni duemila l'Oriental ha ottenuto l'affiliazione alla Segunda División Amateur de Uruguay, già Liga Metropolitana, aggiudicandosela nel 2004, nel 2007-2008 e nel 2008-2009. Ciononostante, nei primi due casi, per limitazioni economiche, non ha chiesto il passaggio in Segunda División Profesional. Nella stagione 2009-2010, addirittura, l'Oriental non ha potuto neppure iscriversi al campionato di terza divisione, cosa che invece è riuscito a fare nella stagione 2010-2011.
L'Oriental ha concluso il torneo di Apertura 2010-2011 all'ultimo posto con -4 punti, a seguito di una penalizzazione di 12 punti subita a seguito dell'uccisione, da parte di un proprio tifoso, di un sostenitore del Villa Teresa, il 7 novembre 2010, all'ottava giornata del campionato, con due colpi di pistola: il Tribunale disciplinare della Segunda División Amateur ha, infatti, ritenuto responsabile il club di La Paz per aver omesso di effettuare i necessari controlli che avrebbero impedito all'omicida di portare con sé l'arma da fuoco all'interno dello Stadio Monegal, teatro della partita (vinta per 4-1 dal Villa Teresa).

## Palmarès
- Segunda División Amateur de Uruguay: 3
  - 2004, 2007-2008 e 2008-2009
- Divisional Extra: 2
  - 1928 e 1947
- Liga Departamental de Fútbol de Canelones: 2
  - 1925 e 1929